# Mistrzostwa świata w snookerze
Mistrzostwa świata w snookerze – najważniejszy turniej rankingowy w snookerze. 
Zwycięzca tych zawodów otrzymuje tytuł mistrza świata w snookerze. Pierwsze mistrzostwa rozpoczęły się w listopadzie 1926, a pierwszy finał rozegrano w roku następnym; zwyciężył wówczas Joe Davis, który pokonał 20−11 Toma Dennisa. Od 1977 roku zawody rozgrywane są w Crucible Theatre w Sheffield. W 2016 roku została przedłużona umowa pomiędzy World Snooker a władzami miasta Sheffield na organizację mistrzostw świata w tym mieście do 2027 roku.
Mistrzostwa są rozgrywane obecnie w kwietniu i maju.

## Rekordy mistrzostw
- Najszybszy break maksymalny: 5 min 8 sek. Ronnie O’Sullivan vs. Mick Price. MŚ 1997
- Najkrótszy mecz best of 25: 167 min 33 sek. Ronnie O’Sullivan vs. Tony Drago. MŚ 1996
- Najdłuższy pojedynczy frejm: 85 min 22 sek. Mark Selby vs. Yan Bingtao. MŚ 2022
- Najdłuższy mecz best of 25: 799 min 40 sek. Dennis Taylor vs. Terry Griffiths. MŚ 1993
- Najwięcej punktów jednego zawodnika w pojedynczym frejmie: 167. Dominic Dale vs. Nigel Bond. MŚ 1999
- Najmłodszy zwycięzca mistrzostw świata: 21 lat 106 dni. Stephen Hendry. MŚ 1990
- Najstarszy zwycięzca mistrzostw świata: 46 lat 148 dni. Ronnie O’Sullivan. MŚ 2022
- Najstarszy finalista mistrzostw świata: 53 lata. Fred Davis. MŚ 1966
- Najstarszy zdobywca oficjalnego brejka maksymalnego: 45 lat 80 dni. John Higgins. MŚ 2020
- Najwięcej brejków maksymalnych na mistrzostwach świata: 3. Stephen Hendry, Ronnie O’Sullivan
- Najwięcej brejków 100+ w meczu na mistrzostwach świata: 7. Ding Junhui, Judd Trump
- Najwięcej wygranych frejmów z rzędu w jednym meczu: 13. Mark Williams vs. Quinten Hann. MŚ 2003
- Najwięcej zwycięstw w mistrzostwach świata: 15. Joe Davis. MŚ 1927-1940, 1946

## Breaki maksymalne i setki
Od czasów rozgrywania mistrzostw w Crucible Theatre w zawodach zostało wbitych 15 breaków maksymalnych. Najczęściej sztuki tej dokonywali Stephen Hendry i Ronnie O’Sullivan. Obaj wykonali po 3 takie podejścia w swojej karierze. Break maksymalny wbity przez Ronnie’ego O’Sullivana w 1997 to najszybszy wbity taki break w historii snookera. Pozostali zawodnicy, mogący się poszczycić breakami 147 na mistrzostwach, to Cliff Thorburn, Jimmy White, Allister Carter, Mark Williams, John Higgins, Neil Robertson, Kyren Wilson oraz Mark Selby. W kwalifikacjach do mistrzostw tej sztuki dokonali Liang Wenbo, Gary Wilson i dwukrotnie Robert Milkins i Jackson Page.
13 kwietnia 2025 w 8 partii meczu kwalifikacyjnego do Mistrzostw Świata przeciwko Allanowi Taylorowi, Jackson Page wbił swój pierwszy break maksymalny. W partii 12, w sesji odbywającej się 14 kwietnia, wbił kolejne 147 punktów wygrywając mecz 10-2. Był to pierwszy przypadek w historii zawodowego snookera gdy jeden zawodnik wbił dwa breaki 147-punktowe w jednym meczu. Osiągnięcie to wiązało się ze zdobyciem nagrody w wysokości 147 000 funtów.
Mistrzostwa, w których padło najwięcej setek, odbyły się w 2019 roku – wbitych zostało wówczas 100 takich breaków. Najczęściej wbijającym setki w historii mistrzostw jest Ronnie O’Sullivan. W całej swojej karierze ma na koncie 179 takich podejść. Najczęściej wbijającym breaki 100-punktowe w jednym turnieju jest Stephen Hendry, który podczas mistrzostw świata w 2002 roku wbił ich 16. 
W 2019 roku, w meczu finałowym pomiędzy Juddem Trumpem i Johnem Higginsem padło 11 brejków stupunktowych (7 autorstwa Anglika, 4 Szkota), co jest rekordem jeżeli chodzi o liczbę setek w jednym meczu.

## Lista zwycięzców
| Lata                                | Zwycięzca         | Przegrany         | Wynik finału  | Sezon   |
| ----------------------------------- | ----------------- | ----------------- | ------------- | ------- |
| 1927                                | Joe Davis         | Tom Dennis        | 20–11         | n/a     |
| 1928                                | Joe Davis         | Fred Lawrence     | 16–13         | n/a     |
| 1929                                | Joe Davis         | Tom Dennis        | 19–14         | n/a     |
| 1930                                | Joe Davis         | Tom Dennis        | 25–12         | n/a     |
| 1931                                | Joe Davis         | Tom Dennis        | 25–21         | n/a     |
| 1932                                | Joe Davis         | Clark McConachy   | 30–19         | n/a     |
| 1933                                | Joe Davis         | Willie Smith      | 25–18         | n/a     |
| 1934                                | Joe Davis         | Tom Newman        | 25–23         | n/a     |
| 1935                                | Joe Davis         | Willie Smith      | 25–20         | n/a     |
| 1936                                | Joe Davis         | Horace Lindrum    | 34–27         | n/a     |
| 1937                                | Joe Davis         | Horace Lindrum    | 32–29         | n/a     |
| 1938                                | Joe Davis         | Sidney Smith      | 37–24         | n/a     |
| 1939                                | Joe Davis         | Sidney Smith      | 43–30         | n/a     |
| 1940                                | Joe Davis         | Fred Davis        | 37–36         | n/a     |
| 1941–1945 turnieje się nie odbyły   |                   |                   |               |         |
| 1946                                | Joe Davis         | Horace Lindrum    | 78–67         | n/a     |
| 1947                                | Walter Donaldson  | Fred Davis        | 82–63         | n/a     |
| 1948                                | Fred Davis        | Walter Donaldson  | 84–61         | n/a     |
| 1949                                | Fred Davis        | Walter Donaldson  | 80–65         | n/a     |
| 1950                                | Walter Donaldson  | Fred Davis        | 51–46         | n/a     |
| 1951                                | Fred Davis        | Walter Donaldson  | 58–39         | n/a     |
| 1952                                | Horace Lindrum    | Clark McConachy   | 94–49         | n/a     |
| Professional Matchplay Championship |                   |                   |               |         |
| 1952                                | Fred Davis        | Walter Donaldson  | 38–35         | n/a     |
| 1953                                | Fred Davis        | Walter Donaldson  | 37–34         | n/a     |
| 1954                                | Fred Davis        | Walter Donaldson  | 39–21         | n/a     |
| 1955                                | Fred Davis        | John Pulman       | 37–34         | n/a     |
| 1956                                | Fred Davis        | John Pulman       | 38–35         | n/a     |
| 1957                                | John Pulman       | Jackie Rea        | 39–34         | n/a     |
| 1958–1963 turnieje się nie odbyły   |                   |                   |               |         |
| Mecze w formie wyzwania             |                   |                   |               |         |
| 1964                                | John Pulman       | Fred Davis        | 19–16         | n/a     |
| 1964                                | John Pulman       | Rex Williams      | 40–33         | n/a     |
| 1965                                | John Pulman       | Fred Davis        | 37–36         | n/a     |
| 1965                                | John Pulman       | Rex Williams      | 25–22         | n/a     |
| 1965                                | John Pulman       | Fred Van Rensburg | 39–12         | n/a     |
| 1966                                | John Pulman       | Fred Davis        | 5–2 (matches) | n/a     |
| 1968                                | John Pulman       | Eddie Charlton    | 39–34         | n/a     |
| Turniej eliminacyjny                |                   |                   |               |         |
| 1969                                | John Spencer      | Gary Owen         | 37–24         | 1968/69 |
| 1970                                | Ray Reardon       | John Pulman       | 37–33         | 1969/70 |
| 1971                                | John Spencer      | Warren Simpson    | 37–29         | 1970/71 |
| 1972                                | Alex Higgins      | John Spencer      | 37–32         | 1971/72 |
| 1973                                | Ray Reardon       | Eddie Charlton    | 38–32         | 1972/73 |
| 1974                                | Ray Reardon       | Graham Miles      | 22–12         | 1973/74 |
| 1975                                | Ray Reardon       | Eddie Charlton    | 31–30         | 1974/75 |
| 1976                                | Ray Reardon       | Alex Higgins      | 27–16         | 1975/76 |
| Crucible                            |                   |                   |               |         |
| 1977                                | John Spencer      | Cliff Thorburn    | 25–21         | 1976/77 |
| 1978                                | Ray Reardon       | Perrie Mans       | 25–18         | 1977/78 |
| 1979                                | Terry Griffiths   | Dennis Taylor     | 24–16         | 1978/79 |
| 1980                                | Cliff Thorburn    | Alex Higgins      | 18–16         | 1979/80 |
| 1981                                | Steve Davis       | Doug Mountjoy     | 18–12         | 1980/81 |
| 1982                                | Alex Higgins      | Ray Reardon       | 18–15         | 1981/82 |
| 1983                                | Steve Davis       | Cliff Thorburn    | 18–6          | 1982/83 |
| 1984                                | Steve Davis       | Jimmy White       | 18–16         | 1983/84 |
| 1985                                | Dennis Taylor     | Steve Davis       | 18–17         | 1984/85 |
| 1986                                | Joe Johnson       | Steve Davis       | 18–12         | 1985/86 |
| 1987                                | Steve Davis       | Joe Johnson       | 18–14         | 1986/87 |
| 1988                                | Steve Davis       | Terry Griffiths   | 18–11         | 1987/88 |
| 1989                                | Steve Davis       | John Parrott      | 18–3          | 1988/89 |
| 1990                                | Stephen Hendry    | Jimmy White       | 18–12         | 1989/90 |
| 1991                                | John Parrott      | Jimmy White       | 18–11         | 1990/91 |
| 1992                                | Stephen Hendry    | Jimmy White       | 18–14         | 1991/92 |
| 1993                                | Stephen Hendry    | Jimmy White       | 18–5          | 1992/93 |
| 1994                                | Stephen Hendry    | Jimmy White       | 18–17         | 1993/94 |
| 1995                                | Stephen Hendry    | Nigel Bond        | 18–9          | 1994/95 |
| 1996                                | Stephen Hendry    | Peter Ebdon       | 18–12         | 1995/96 |
| 1997                                | Ken Doherty       | Stephen Hendry    | 18–12         | 1996/97 |
| 1998                                | John Higgins      | Ken Doherty       | 18–12         | 1997/98 |
| 1999                                | Stephen Hendry    | Mark Williams     | 18–11         | 1998/99 |
| 2000                                | Mark Williams     | Matthew Stevens   | 18–16         | 1999/00 |
| 2001                                | Ronnie O’Sullivan | John Higgins      | 18–14         | 2000/01 |
| 2002                                | Peter Ebdon       | Stephen Hendry    | 18–17         | 2001/02 |
| 2003                                | Mark Williams     | Ken Doherty       | 18–16         | 2002/03 |
| 2004                                | Ronnie O’Sullivan | Graeme Dott       | 18–8          | 2003/04 |
| 2005                                | Shaun Murphy      | Matthew Stevens   | 18–16         | 2004/05 |
| 2006                                | Graeme Dott       | Peter Ebdon       | 18–14         | 2005/06 |
| 2007                                | John Higgins      | Mark Selby        | 18–13         | 2006/07 |
| 2008                                | Ronnie O’Sullivan | Allister Carter   | 18–8          | 2007/08 |
| 2009                                | John Higgins      | Shaun Murphy      | 18–9          | 2008/09 |
| 2010                                | Neil Robertson    | Graeme Dott       | 18–13         | 2009/10 |
| 2011                                | John Higgins      | Judd Trump        | 18–15         | 2010/11 |
| 2012                                | Ronnie O’Sullivan | Allister Carter   | 18–11         | 2011/12 |
| 2013                                | Ronnie O’Sullivan | Barry Hawkins     | 18–12         | 2012/13 |
| 2014                                | Mark Selby        | Ronnie O’Sullivan | 18–14         | 2013/14 |
| 2015                                | Stuart Bingham    | Shaun Murphy      | 18–15         | 2014/15 |
| 2016                                | Mark Selby        | Ding Junhui       | 18–14         | 2015/16 |
| 2017                                | Mark Selby        | John Higgins      | 18–15         | 2016/17 |
| 2018                                | Mark Williams     | John Higgins      | 18–16         | 2017/18 |
| 2019                                | Judd Trump        | John Higgins      | 18–9          | 2018/19 |
| 2020                                | Ronnie O’Sullivan | Kyren Wilson      | 18–8          | 2019/20 |
| 2021                                | Mark Selby        | Shaun Murphy      | 18–15         | 2020/21 |
| 2022                                | Ronnie O’Sullivan | Judd Trump        | 18–13         | 2021/22 |
| 2023                                | Luca Brecel       | Mark Selby        | 18–15         | 2022/23 |
| 2024                                | Kyren Wilson      | Jak Jones         | 18–14         | 2023/24 |
| 2025                                | Zhao Xintong      | Mark Williams     | 18–12         | 2024/25 |